# Эццолид
Эццолид (нем. Ezzolied) — старонемецкое поэтическое произведение, написанное Эццо (Ezzo), немецким учёным и священником из Бамберга на восточнофранкском диалекте. Произведение было написано около 1060 года. Темой стихотворения является жизнь Христа, в нём упомянуты темы сотворения, грехопадения и искупления человечества. Очень популярный в позднем Средневековье, Эццолид оказал большое влияние на поэзию южной Германии, и является ценным памятником поэтической литературы того времени.
Стихотворение, также известное как «Песнь о чудесах Христа» (Cantilena de miraculis Christi) или «Anegenge» («Начало»), было обнаружено Бараком в рукописи одиннадцатого столетия из Страсбурга, но там были приведены лишь несколько строф. Вся же песня состоит из тридцати четырёх строф в более поздней версии, имеющейся в рукописи Vorau.
«Vita Altmanni» рассказывает, что в 1065 году, когда Европа полнилась слухами о приближающемся конце света, многие люди отправились в паломничество в Иерусалим под руководством епископа Гюнтера Бамберга, и что по этому поводу Эццо (Ezzo) и составил своё стихотворение. Вводная строфа рукописи Vorau не упоминает о паломничестве, а просто заявляет, что епископ приказал, чтобы Эццо написал песню. Эффект, как говорят, был таков, что все слышащие спешили принять монашеский постриг. По сведениям одного источника того времени, Эццолид написан во время паломничества автора в Иерусалим, но это утверждение неверно.